# Gustav Burmester (Regisseur)
Gustav Burmester (* 14. Dezember 1904 in Hamburg; † 6. Juli 1978) war ein deutscher Schauspieler, aber vor allem Fernseh- und Hörspielregisseur.

## Biografie

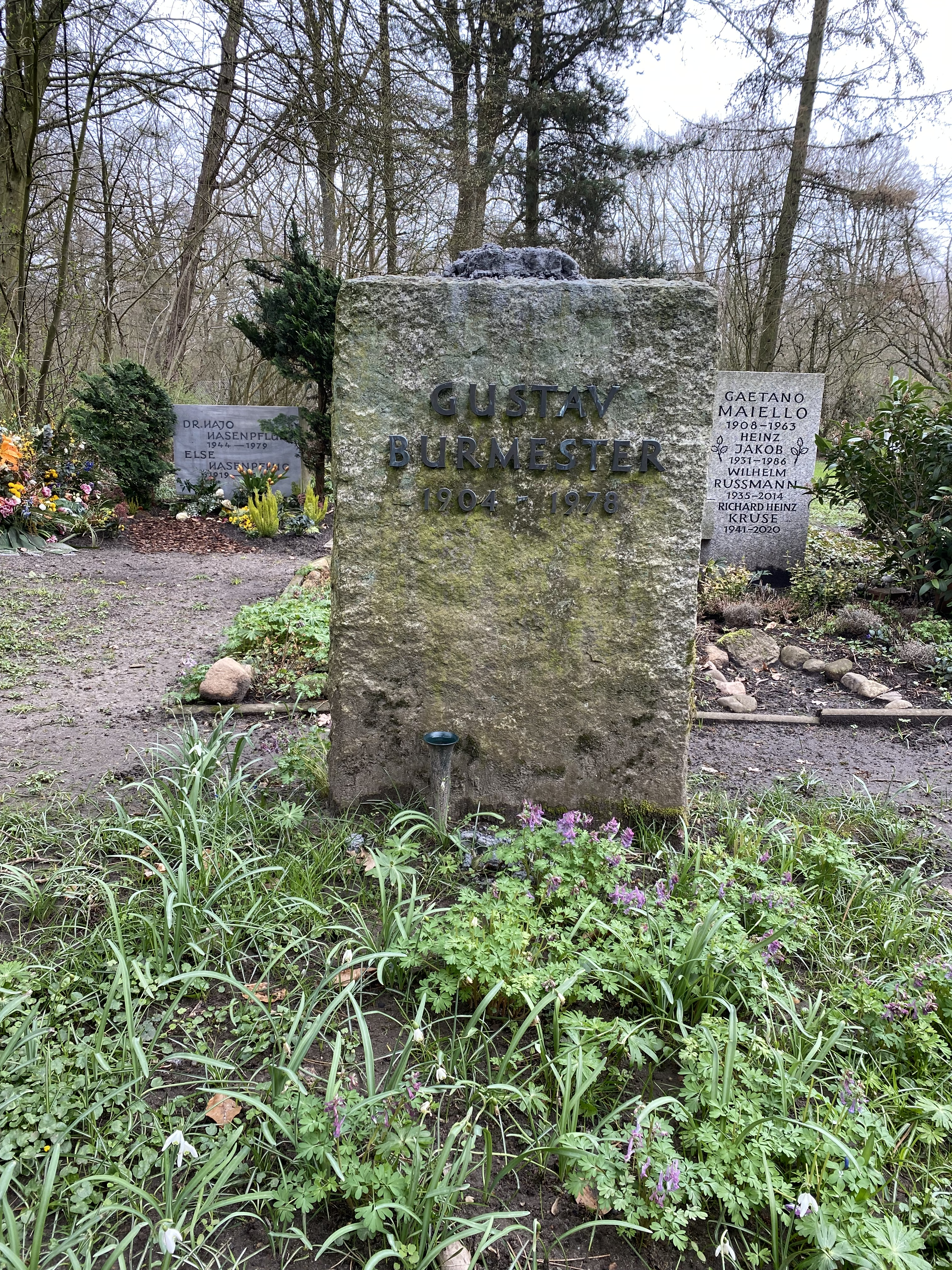
Grabstätte auf dem Waldfriedhof Volksdorf

Nach dem Schulabschluss erlernte er den Beruf des Kaufmanns. Bis 1927 war er in diesem Fach tätig. Bereits seit 1925 nahm er Schauspielunterricht und arbeitete anschließend als Schauspieler und Regisseur an verschiedenen kleineren Theatern. Diese Tätigkeiten musste er im Kriegsjahr 1941 aufgeben, da er zur Wehrmacht eingezogen wurde.
Burmester arbeitete ab Juli 1945 zunächst als Sprecher, dann als Leiter des Besetzungs- und Produktionsbüros im Funkhaus Hamburg. Er wurde der erste Fernsehspielredakteur, und seit 1961 war er bis zu seiner Pensionierung im Jahre 1970 als Regisseur in der Hauptabteilung Fernsehspiel des NDR beschäftigt. Alle Regiearbeiten und gelegentliche Auftritte als Schauspieler, teilweise auch noch nach der Pensionierung, absolvierte er beim NWRV Hamburg und dem späteren NDR.
Burmester verstarb im Alter von 73 Jahren und wurde auf dem Hamburger Waldfriedhof Volksdorf beigesetzt.

## Auszeichnungen als Hörspielregisseur
Einen großen Namen machte er sich auch als Regisseur von Hörspielen beim NWDR. 1946 inszenierte er sein erstes Hörspiel: Die Schatzinsel mit Hardy Krüger als Jim Hawkins. 1953 erhielt Burmester den renommierten Hörspielpreis der Kriegsblinden für Günter Eichs Stück Die Andere und ich. Cläre Schimmel produzierte den Text parallel für den SDR. Vier Jahre später, 1957, erhielt er den gleichen Preis für Die Panne von Friedrich Dürrenmatt. 1958 produzierte er für den NDR Verwehte Spuren von Hans Rothe (1894–1977), ein Hörspiel von 55 Minuten. Der darin abgehandelte Stoff, der sich unschwer als Rechtfertigung des NS-Euthanasieprogramms deuten lässt, war durch die nationalsozialistische Verfilmung von 1938 eigentlich berüchtigt. Veit Harlan hatte Rothes Vorlage damals mit der Nationalsozialistin Thea von Harbou und mit Felix Lützkendorf in ein Film-Drehbuch umgearbeitet.

## Filmografie

### Als Regisseur
- 1956: Thérèse Raquin – TV
- 1957: Die Herberge – TV
- 1958: Stunde der Wahrheit – TV
- 1959: Blühende Träume – TV
- 1961: Unseliger Sommer – TV
- 1961: Ein Augenzeuge – TV
- 1962: Der fünfzigste Geburtstag – TV
- 1963: Stalingrad – TV
- 1963: Am Herzen kann man sich nicht kratzen – TV
- 1963: Was soll werden, Harry? – TV
- 1964: Campingplatz – TV
- 1967: Das Fahrrad – TV
- 1970: Thomas Chatterton – TV

### Als Schauspieler
- 1969: Die Dubrow-Krise – TV
- 1969: Ein Jahr ohne Sonntag
- 1971: Deutschstunde – TV (Lehrer Plönnies)
- 1971: Hamburg Transit – Fernsehserie, Folge: 35 Minuten Verspätung
- 1972: Tatort: Strandgut
- 1974: Tatort: Kneipenbekanntschaft
- 1974: Sonderdezernat K1 – Fernsehserie, Folge: Friedhofsballade
- 1975: Kommissariat 9 – Folge: Ich bin ein Europäer
- 1976: Ein herrlicher Tag – TV (Cerlachius)

## Hörspiele (Auswahl)
- 1946: Heinrich Heine: Ratcliff (auch Bearbeitung (Wort)) (Hörspielbearbeitung, Kurzhörspiel – NWDR Hamburg)
- 1946: Robert Louis Stevenson: Die Schatzinsel (Hörspielbearbeitung – NWDR Hamburg)
- 1948: Paul Verhoeven, Toni Impekoven: Das kleine Hofkonzert. Ein musikalisches Lustspiel aus der Zeit Carl Spitzwegs (NWDR Hamburg)
- 1950: C. W. Ceram: Götter, Gräber und Gelehrte (4 Teile) (Hörbild, Hörspielbearbeitung – NWDR Hamburg)
- 1952: Günter Eich: Die Andere und ich (Original-Hörspiel – NWDR Hamburg)
- 1952: Günter Eich: Blick auf Venedig (Originalhörspiel – NWDR Hamburg)
- 1952: Günter Eich: Die Gäste des Herrn Birowski (Originalhörspiel – NWDR Hamburg)
- 1954: Günter Eich: Sabeth (Originalhörspiel – NWDR Hamburg)
- 1955: Günter Eich: Zinngeschrei (Originalhörspiel – NWDR Hamburg)
- 1957: Günter Eich: Geh’ nicht nach El Kuwehd oder Der Zweifache Tod des Kaufmanns Mohallab (Hörspiel – NDR)
- 1958: Hans Rothe: Verwehte Spuren. Hörspiel nach einer wahren Begebenheit (Originalhörspiel – NDR)
- 1958: Günter Eich: Festianus, Märtyrer (Originalhörspiel – NDR)
- 1959: Günter Eich: Aus der Frühzeit des Hörspiels: Fährten in die Prärie (Originalhörspiel – NDR)
- 1960: Hans Ehrke: Ose von Sylt (Mundart-Hörspiel – NDR/RB)
- 1960: Irmgard Köster: Die Jagd nach dem Täter (72. Folge: Der Sturz in den Abgrund) (Originalhörspiel, Kriminalhörspiel – NDR)
- 1960: Günter Eich: Meine sieben jungen Freunde (Originalhörspiel – NDR/BR)
- 1960: Friedrich Dürrenmatt: Der Doppelgänger (Kriminalhörspiel – NDR/BR)
- 1967: Henryk Bardijewski: Herr Jota und die Tiere (Hörspiel – WDR)

## Notizen
1. ↑  Verwehte Spuren. (Seite nicht mehr abrufbar, festgestellt im Juni 2025. Suche in Webarchiven)  Info: Der Link wurde automatisch als defekt markiert. Bitte prüfe den Link gemäß Anleitung und entferne dann diesen Hinweis. In: hoerspielkrimi.net. Abgerufen am 16. Oktober 2018.
2. ↑  online, von Hans Schmidt

| Personendaten    | Personendaten                                                         |
| ---------------- | --------------------------------------------------------------------- |
| NAME             | Burmester, Gustav                                                     |
| KURZBESCHREIBUNG | deutscher Schauspieler, aber vor allem Fernseh- und Hörspielregisseur |
| GEBURTSDATUM     | 14. Dezember 1904                                                     |
| GEBURTSORT       | Hamburg                                                               |
| STERBEDATUM      | 6. Juli 1978                                                          |